# Guglielmo Massaja
Guglielmo Massaja (ur. 8 czerwca 1809 w Piovà, zm. 6 sierpnia 1889 w Galii) – włoski biskup katolicki i Czcigodny Sługa Boży.

## Życiorys
16 czerwca 1832 został wyświęcony na kapłana, a 12 maja 1846 wyznaczony na wikariusza apostolskiego w Galii w Etiopii i na biskupa tytularnego w Casius. 24 maja tego samego roku otrzymał święcenia biskupie. 23 maja 1880 roku złożył rezygnację z funkcji wikariusza apostolskiego w Galii. 2 sierpnia 1881 wyznaczono go na arcybiskupa tytularnego Stauropolis, a 10 listopada 1884 został wyniesiony do godności kardynała, a trzy dni później do godności kardynała prezbitera Ss. Vitale, Valeria, Gervasio e Protasio. Zmarł 6 sierpnia 1889 na skutek zapaści sercowo-naczyniowej. Został pochowany w kaplicy Congregazione di Propaganda Fide al Verano, a 11 czerwca 1890 jego ciało przeniesiono do kościoła kapucynów Frascati. Jego proces beatyfikacyjny otwarto w 1914, a 2 grudnia 2016 papież Franciszek ogłosił dekret o heroiczności jego cnót.